# دئوکسی‌سیتیدین تری‌فسفات
دئوکسی‌سیتیدین تری‌فسفات (به انگلیسی: Deoxycytidine triphosphate) با فرمول شیمیایی C۹H۱۶N۳O۱۳P۳ یک نوکلئوزید تری‌فسفات با شناسه پاب‌کم ۶۵۰۹۱ است که جرم مولی آن ۴۶۷٫۱۵۶۹۲۳ g/mol می‌باشد. 